# Johannes van den Broek
Johannes van den Broek (Haarlem, 26 oktober 1882 - Den Haag, 22 oktober 1946) was een Nederlands mijnbouwkundig ingenieur en partijloos liberaal politicus.
Van den Broek was directeur van de Bilitonmaatschappij in Nederlands-Indië die in 1942 minister van Financiën in Londen werd. Hij gold als een bekwame minister. Van den Broek had oog voor democratische verhoudingen en weigerde in 1945 zitting te nemen in een kabinet zonder sociaaldemocraten.
- Biografisch Portaal: 28215700
- International Standard Name Identifier: 0000 0003 8798 3099
- Nederlandse Thesaurus van Auteursnamen: 071842926
- Parlement.com: vg09llixrdzy
- Virtual International Authority File: 281050865
- WorldCat: E39PBJymwgM87ymyh7wDxHwXBP